# Andrzej Marek Wyrwa
Andrzej Marek Wyrwa (ur. 22 marca 1955 w Krzyżu Wielkopolskim, zm. 17 listopada 2022 w Poznaniu) – polski historyk i archeolog specjalizujący się w dziejach wczesnego średniowiecza, kulturze materialnej wczesnośredniowiecznej Polski oraz historii zakonu cysterskiego. Profesor nauk humanistycznych. Wieloletni szef ekspedycji archeologicznej w Łeknie. Dyrektor Muzeum Pierwszych Piastów na Lednicy.

## Życiorys
Na Uniwersytecie Adama Mickiewicza w Poznaniu studiował równolegle historię i archeologię. W trakcie studiów zdobywał doświadczenie archeologiczne w Novae i wielu stanowiskach archeologicznych w kraju. Stopień magistra historii uzyskał w 1978, a magistra archeologii w 1981. Następnie podjął pracę na uczelni. W 1985 doktoryzował się na podstawie pracy „Kronika Arlberyka z Trois-Fontaines jako źródło do dziejów Europy Środkowej i Wschodniej” (promotor: Jerzy Strzelczyk). 1 stycznia 1996 uzyskał stopień doktora habilitowanego (rozprawa habilitacyjna: „Procesy fundacyjne wielkopolskich klasztorów cysterskich linii altenberskiej: Łekno. Ląd, Obra”). Od 2003 do 2009 roku wykładał równolegle na Wielkopolskiej Wyższej Szkole Turystyki i Zarządzania. Od 2004 posiadał tytuł naukowy profesora. Od 2007 profesor zwyczajny. Na macierzystym uniwersytecie był wykładowcą – prowadził wykład kursowy z prahistorii oraz seminarium z okresu wczesnego średniowiecza. Pełnił też funkcję zastępcy przewodniczącego odwoławczej komisji dyscyplinarnej dla studentów UAM i inne. Od 2008 był dyrektorem Muzeum Pierwszych Piastów na Lednicy. Od 2003 do 2016 roku był przewodniczącym Rady Koordynacyjnej Szlaku Cysterskiego w Polsce przy opacie Prezesie Polskiej Kongregacji Cystersów oraz członkiem licznych towarzystw naukowych.

## Nagrody i odznaczenia
Laureat nagrody Człowiek Roku Mediów Lokalnych 2012. Został uhonorowany m.in. Medalem Komisji Edukacji Narodowej, Srebrnym Medalem „Zasłużony Kulturze Gloria Artis”, odznaką honorową „Za Zasługi dla Województwa Wielkopolskiego” i innymi.

## Działalność naukowa
Do jego zainteresowań naukowych należały: historia osadnictwa (przemiany osadnicze i kulturalne we wczesnej Wielkopolsce), interdyscyplinarne badania nad łekneńskim kompleksem osadniczym i dziejami klasztoru cysterskiego w Łeknie-Wągrowcu, dzieje i kultura cystersów w Europie Środkowej ze szczególnym uwzględnieniem Polski i Wielkopolski. W latach 1982–2007/8 kierował ekspedycją archeologiczną IH UAM „Łekno” w miejscowości o tej nazwie, które w toku badań przyjęły formę interdyscyplinarnych badań archeologiczno–architektonicznych. W ich trakcie odsłonięto relikty grodu, romańską rotundę i średniowieczny klasztor oraz zrekonstruowano liczne aspekty życia dawnych mieszkańców. Jako jeden z pierwszych w nauce zbadał wiek budowli kamiennych poprzez datowanie metodą węgla C14 resztek węgla drzewnego zawartego zaprawie użytej do murowania.

## Wypromowane prace doktorskie
- Crux bipatibulata. Recepcja krzyża z podwójnymi ramionami w Polsce, 2004, Marek Kołyszko
- Program ikonograficzny dekoracji cysterskiego kościoła parafialnego w Tarnowie Pałuckim w świetle przemian duchowości zakonu, 2005, Ewa Gałązka
- Społeczna interpretacja wybranych wczesnośredniowiecznych cmentarzysk rzędowych w perspektywie gender studies i lifecycle analysis, 2010, Dariusz Błaszczyk.
- Kształtowanie się podstaw naukowych archeologii w Wielkopolsce do 1918 roku, 2018, Jakub Linetty[7]

## Wybrane publikacje
- Pałuki – nazwa i terytorium w świetle źródeł i literatury: stan badań, 1989,
- Procesy fundacyjne wielkopolskich klasztorów cysterskich linii altenberskiej. Łekno-Ląd-Obra, 1995;
- Szlak cysterski w Wielkopolsce, 1996,
- Powstanie zakonu cystersów i jego rozwój na ziemiach polskich w średniowieczu, 1999,
- Opactwo cysterskie Łekno-Wągrowiec (1153–1835/6): Zarys dziejów, 1998,
- Opactwa cysterskie na Pomorzu: zarys dziejów i kultury, 1999,
- Biskup Chrystian i jego próba fundacji klasztoru cysterskiego w Prusach, 2002.
- Dokument fundacyjny klasztoru cysterskiego w Łeknie z roku 1153, wstęp, omówienie i komentarz Andrzej M. Wyrwa, przekład Anna Strzelecka, Poznań 2003
- Pietas Eclesiae et fides plebis. Szkice z dziejów religijności i wierzeń na ziemi łekneńskiej od średniowiecza do czasów nowożytnych, 2006
- Alberyk z Trois Fontaines i jego średniowieczna kronika świata, w: Cognitioni Gestorum. Studia z dziejów średniowiecza dedykowane Profesorowi Jerzemu Strzelczykowi, red. D.A. Sikorski, A.M. Wyrwa, Poznań-Warszawa 2006, s. 319–344.
- Najstarsze związki Wielkopolski z Europą (od drugiej połowy X do końca XIII wieku). Zarys problemu, w: Ecclesia – kultura – potestas. Studia z dziejów kultury i społeczeństwa. Księga ofiarowana Siostrze Profesor Urszuli Borkowskiej OSU, Kraków 2006, s. 51–68
- Polska Kongregacja Cystersów i jej opaci prezesi, w: Ingenio et Humilitate. Studia z dziejów zakonu cystersów i Kościoła na ziemiach polskich dedykowane Ojcu Opatowi dr. Eustachemu Gerardowi Kocikowi OCist., Poznań-Katowice-Wąchock 2007, s. 71–112
- Przyczynki do rekonstrukcji klimatu w prahistorii i czasach historycznych na Pałukach w świetle interdyscyplinarnych badań łekneńskiego kompleksu osadniczego, 2008
- Zabobony, „wampiry” i remedia antywampiryczne. Przyczynek do poznania zachowań funeralnych, w: Czarownice. Funeralia Lednickie. Spotkanie 2, red. Jacek Wrzesiński, Poznań 2008 [wydanie II uzupełnione i poszerzone], s. 43–66.
- Święty Jakub Apostoł. Malakologiczne i historyczne ślady peregrynacji z ziem polskich do Santiago de Compostela, 2009
- Łekno i jego dziedzictwo, Kronika Wielkopolski, nr 2(130), Poznań 2009, s. 5–29
- Lednickie serc pamiątki. Legenda i wiersze z połowy XIX wieku, wybór i wstęp Andrzej M. Wyrwa, opracowanie tekstów Mariola Olejniczak, A.M. Wyrwa, Lednica 2009
- Udział zakonu cysterskiego w kształtowaniu tożsamości kulturowej Europy (w świetle jego struktur organizacyjno-prawnych w średniowieczu), w: Cistercium Mater Nostra. Tradycja – historia- kultura, red. Marcin Starzyński, Kraków 2009, t. III, s. 11–24
- Klasztory cysterskie w Łeknie i Wągrowcu [Seria Szlak cysterski w Polsce, t. 1], Bydgoszcz 2010
- Klejnot architektury drewnianej ziem polskich. Kościół św. Mikołaja w Tarnowie Pałuckim. Wielkopolska, Bydgoszcz 2011
- Wyrwa, Przeszłość i jej poznanie, czyli o potrzebie badań interdyscyplinarnych w naukach historycznych, w: Archeologia versus historiam – historia versus archeologiam, czyli jak wspólnie poznawać średniowiecze, red. M. Brzostowicz, M. Przybył, D. A. Sikorski, Poznań 2012, s. 137–152
- Symbolika ryby i miejsce ryb w diecie klasztornej, w: Ryby w kulturze i rekultywacja środowiska wodnego. Szkic historyczny i badania hydrobiologiczne, red. A.M. Wyrwa, Bydgoszcz 2012, s. 7–48
- A.M. Wyrwa, Drogi św. Jakuba w Polsce: uwarunkowania historyczne a współczesna praktyka pielgrzymowania, w: Drogi Jakubowe i inne szlaki pątnicze w Polsce i Czechach. Svatojakubské cesty a jiné poutní stezky v Polsku a Česku, red. Štěpán Sittek, ks. Norbert Widok, Opole 2012, s. 15–33; Z Dziejów Kultury Chrześcijańskiej na Śląsku 75; ISBN 978-83-61756-97-2; Svatojakubské cesty v Polsku: historické souvislosti a současná poutní praxe, w: Drogi Jakubowe i inne szlaki pątnicze w Polsce i Czechach. Svatojakubské cesty a jiné poutní stezky v Polsku a Česku, red. Štěpán Sittek, ks. Norbert Widok, Opole 2012, s. 34–45; Z Dziejów Kultury Chrześcijańskiej na Śląsku 75
- J. Górecki, A.M. Wyrwa, The staurotheke from Ostrów Lednicki, [w:] M. Salamon, M. Wołoszyn, A. Musin, P. Špehar, M. Hardt, M. P. Kruk, A. Sulikowska-Gąska (red.), Rome, Constantinople and Newly-Converted Europe: Archaeological and Historical Evidence, U ŹRÓDEŁ EUROPY ŚRODKOWO-WSCHODNIEJ / FRÜHZEIT OSTMITTELEUROPAS 1,2, Kraków-Leipzig-Rzeszów-Warszawa 2012, t. II, s. 173–191
- Rotunda pw. Św. Piotra w Łeknie na tle architektury wczesnopiastowskiej, w: III Forum Architecturae Poloniae Mediewalis, red. K. Stala, Kraków 2013, s. 341–371; ISSN 0860-097X (online)
- B.Ciciora, A.M. Wyrwa, Zaprowadzenie chrześcijaństwa w Polsce. Krótkie studium obrazu Jana Matejki „Zaprowadzenie chrześcijaństwa R.P. 965”, Dziekanowice – Lednica 2013 [wyd. Muzeum Pierwszych Piastów na Lednicy] (online)
- Święty Stefan Harding. Przyczynek do badań nad jego kultem na ziemiach polskich, Cistercium Mater Nostra. In orbe, Lux et sidera. Studia z dziejów Zakonu Cysterskiego dedykowane Davidowi H. Williamsowi w osiemdziesiątą rocznicę urodzin, t. VI, Kraków 2012-2013, s. 197–206, ISSN 1898-4614.
- Benedyktyni w kształtowaniu monastycznego oblicza Polski piastowskiej do poł. XII w. Stan i potrzeby badań oraz uwagi do ciągle nierozpoznanych problemów, Fontes Archaeologici Posnanienses, Poznań 2013, t. 49, s. 7–25, ISSN 0071-6863.
- Gdecz – Giecz. Scire est reminisci. Krótka historia wydobywania z zapomnienia rezydencji piastowskiej, Dziekanowice – Lednica 2014 [wyd. Muzeum Pierwszych Piastów na Lednicy]
- Gród w Wieleniu i jego miejsce w państwie pierwszych Piastów (rozdział III), w: H. Machajewski, T. Olszacki, A.M. Wyrwa, Dzieje Wielenia do czasów wczesnonowożytnych (XVI w.), Wieleń 2014, s. 31-54[rozdział w monografii, s. 112], ISBN 978-83-60546-78-9.
- Wczesnośredniowieczny srebrny skarb z Tarnowa (Łekna). Informacje na temat jego odkrywania, Studia Lednickie, t. XIII, Dziekanowice – Lednica 2014, s. 95–111, ISSN 0860-7893.
- Pomniki Historii” – pomne miejsca naszej przeszłości, w: Museion Poloniae Maioris. Rocznik Naukowy Muzeów Wielkopolskich, red. A.M. Wyrwa, t. 1, Poznań 2014, s. 79–105
- Palatia – pałace, zamki, dwory państwowe, rodowe i rodzinne gniazda. Kilka uwag odnośnie pojęcia rezydencji, ich prezentacji i ochrony w muzeach na wolnym powietrzu, Acta Scansenologica, Sanok 2015, t. 11, s. 9–29, ISSN 0208-8053.
- Architektura murowana w Polsce XII–XIII wieku. Stan i perspektywy badań. Szkic do problemu, Fontes Archaeologici Posnanienses, t. 51, Poznań 2015, s. 37–56, ISSN 0071-6863.
- Święty Jakub Apostoł. Malakologiczne i historyczne ślady peregrynacji z ziem polskich do Santiago de Compostela, wyd. II zmienione i poszerzone, Lednica 2015 (Biblioteka Studiów Lednickich, tom XIII. Seria C – Dissertationes ad fontes spectantes, tom 1), ISSN 1732-5471, ISSN 2081-268X, ISBN 978-83-61371-52-6.
- Jak książę Mieszko chrześcijaninem się stawał. Opowiastka na starych księgach oparta i wyobraźnią kształtowana, ilustrowała Aneta Dmowska, Lednica 2016; ISBN 978-83-61371-67-0 [książeczka dla dzieci w wieku od ok. 8. – 14 lat]
- Europa und die Zisterzienser. Einfluss der Zisterzienser auf die Entwicklung der europäischen Kulturidentiät – eine Skizze, Cistercienser Chronik (900 Jahre Clairvaux. 900 Jahre Morimond), Bergenz 2016, Nr 123, Heft 2, s. 301–323, ISSN 0379-8291.
- Dokument fundacyjny Zbyluta dla klasztoru cysterskiego w Łeknie z 1153 roku, red. naukowa, wstęp, omówienie i komentarz A.M. Wyrwa, tłumaczenie A. Strzelecka, Poznań-Gniezno 2016, s. 112, ISBN 978-83-61371-80-9.
- T. Szczurek, A.M. Wyrwa, Brakteaty cysterskie (?) z połowy XIII wieku z badań archeologiczno-architektonicznych kościoła pw. św. Mikołaja w Tarnowie Pałuckim, w: Nummi et Humanitas. Studia ofiarowane profesorowi Stanisławowi Suchodolskiemu w 80 rocznicę urodzin, red. M. Bogucki, W. Garbaczewski, G. Śnieżko, Warszawa 2017, s. 527–550, ISBN 978-83-63760-93-9.
- A.M. Wyrwa, „Dźwięk z przeszłości”. Rekonstrukcja średniowiecznego dzwonu (sygnaturki) z klasztoru cysterskiego pw. NMP i św. Piotra w Łeknie, w: Gemma Gemmarum. Studia dedykowane prof. Hannie Kóčce – Krenz, cz. I, red. A. Różański, Poznań 2017, s. 281–318, ISBN 978-83-7654-319-2.
- A. M. Wyrwa, Radzim zapomniany i przywrócony pamięci ślad osadnictwa z Przeszłości. Introductio, w: Radzim. Gród i wieś nad Wartą, red. Andrzej Kowalczyk, Michał Skoczyński, Andrzej M. Wyrwa, Dziekanowice 2017, s. 9–13; ISSN 1732-5471 ISSN 2083-1285 ISBN 978-83-61371-81-6.
- A.M. Wyrwa, Cisterciana. Studia z dziejów i kultury Zakonu Cysterskiego Societas Vistulana; Seria Cistercium Mater Nostra. Studia et dicumenta 4, Kraków 2017, s. 1–629; ISBN 978-83-61033-72-1 [monografia]
- A. M. Wyrwa, Museums in open space – unextinguished traces of the natural and cultural past, w: Extended Museums in its Milieu, red. Dorota Folga-Januszewska, tłum. Piotr Art, t. 18 serii „Muzeologia”, TAiWPN Universitas, Muzeum Pałacu Króla Jana III w Wilanowie, Kraków 2018, s. 83–94, 243, ISBN 97883-242-3413-4.
- A.M. Wyrwa, Nie rzucim ziemi skąd nasz ród. Introductio/We shall notfor sake the land we come from. Introduction, Museion Poloniae Maioris. Rocznik Naukowy Fundacji Muzeów Wielkopolskich, t. IV – W 100 Rocznicę Powstania Wielkopolskiego 1918-2018, Poznań 2017, s. 9–17; ISBN 978-83-947535-3-5, ISSN 2392-1439.
- A.M. Wyrwa, Grodowo-sakralny ośrodek w Łeknie. Podsumowanie badań (1982-2015). Komunikat, w: Badania interdyscyplinarne, red. A. Buko, K. Kollinger, S. Jędrzejewska, Rzeszów 2018, s. 163–182, ISBN 978-83-7996-530-4.
- A.M. Wyrwa, Lancea, galea, lorica – broń drzewcowa i ochronna z Ostrowa Lednickiego, Giecza i Grzybowa. Miejsce w kulturze i symbolika / Lancea, Galea, Lorica – Pole Weapons and Armour from Ostrów Lednicki, Giecz and Grzybowo, their Place in Culture and Symbolics, w: Broń drzewcowa i uzbrojenie ochronne z Ostrowa Lednickiego, Giecza i Grzybowa, red. P. Sankiewicz, A.M. Wyrwa, Lednica 2018, s. 9–24; ISSN 1732-5471; ISSN 2083-0920, ISBN 978-83-61371-83-0.
- Andrzej M. Wyrwa, Historia odkrycia szyszaka znalezionego „w bagnie” koło Giecza i jego miejsce w kulturze / The helmet (szyszak) from Giecz. The history of its discovery ‘in the swamp’ near Giecz and its place in culture, w: Broń drzewcowa i uzbrojenie ochronne z Ostrowa Lednickiego, Giecza i Grzybowa, red. P. Sankiewicz, A.M. Wyrwa, Lednica 2018, s. 89–107; ISSN 1732-5471; ISSN 2083-0920; ISBN 978-83-61371-83-0 (online)
- A. M. Wyrwa, Dzieło człowieka pod opieką Boga. Wiatrak z Gryżyny – najstarszy zachowany młyn wietrzny w Polsce i jego symboliczne przesłanie. Wprowadzenie do szerszych rozważań, Studia Lednickie, Dziekanowice 2018, t. XVII, s. 27–62; ISSN 0860-7893; e-ISSN 2353-7906 (online)
- A. M. Wyrwa, Charakter najstarszej zabudowy opactwa w Łeknie w świetle źródeł pisanych i archeologicznych, w: Cistercium Mater Nostra. Studia et documenta 5. Architektura i Krajobraz, Kraków 2018, s. 43–58 i 571-578; ISBN 978-83-7438-649-4 (druk); 978-83-7438-650-0 (online).
- A.M. Wyrwa, Ad futuram rei memoriam on the fiftieth anniversary of the Museum of the First Piasts at Lednica foundation. The Historic Monument of the Nation’s Culture, Studia Lednickie, Dziekanowice 2019, t. XVIII, s. 13–78; ISSN 0860-7893; e-ISSN 2353-7906; DOI: 10.34698/sl.182019 (online)
- Andrzej M. Wyrwa, „Medycyna duchowa” na morowe powietrze. Krótkie uwagi do problemu, [w:] Historia. Ludzie i miejsca. Księga pamiątkowa Profesora Henryka Gapskiego, red. Robert Kozyrski, Lublin 2019, s. 777–795 (online)
- Zasady życia w klasztorze mniszym według św. Bernarda z Clairvaux i ocena zakonu cystersów przez św. Hildegardę z Bingen / Rules of Monastic Life According to St Bernard of Clairvaux and an Assessment of the Cistercian Order by St Hildegard of Bingen/ Wstęp, rys historyczny, opracowanie i komentarz dokumentów Andrzej M. Wyrwa. Przekład Anna Strzelecka, Poznań 2020, s. 107, ISBN 978-83-66355-45-3.
- A.M. Wyrwa, „Wielka wiedza widzi wszystko jako jedność”. Ostrów Lednicki – palatium Mieszka I i Bolesława Chrobrego. Chronologia i kontekst. Wprowadzenie, w: Ostrów Lednicki – palatium Mieszka I i Bolesława Chrobrego. Chronologia i kontekst, red. D. Banaszak, A. Kowalczyk, A. Tabaka, A.M. Wyrwa, Lednica 2020, s. 7–15

Łącznie opublikował ponad 615 opracowań, w tym opracowania naukowe, popularnonaukowe, publicystyczne, ekspertyzy w maszynopisie i inne; patrz też tegoż: academia.edu